# Jamboree (Beat Happening)
Jamboree è il secondo album in studio del gruppo musicale statunitense Beat Happening, pubblicato nel 1988 per la Sub Pop.

## Tracce
1. Bewitched – 3:06
2. In Between – 2:21
3. Indian Summer – 3:05
4. Hangman – 2:31
5. Jamboree – 0:58
6. Ask Me – 1:16
7. Crashing Through – 1:16
8. Cat Walk – 1:58
9. Drive Car Girl – 2:00
10. Midnight a Go-Go – 2:18
11. The This Many Boyfriends Club – 3:18